# Sparattosperma leucanthum
Sparattosperma leucanthum là một loài thực vật có hoa trong họ Chùm ớt. Loài này được (Vell.) K.Schum. miêu tả khoa học đầu tiên năm 1894.